# Calidiochernes musculi
Genre
Espèce
Calidiochernes musculi, unique représentant du genre Calidiochernes, est une espèce de pseudoscorpions de la famille des Chernetidae.

## Distribution
Cette espèce est endémique du Venezuela.

## Publication originale
- Beier, 1954 : Eine Pseudoscorpioniden-Ausbeute aus Venezuela. Memorie del Museo Civico di Storia Naturale di Verona, vol. 4, p. 131-142.